# Apple Pay
Apple Pay è uno strumento di pagamento in mobilità non istantaneo creato da Apple Inc., che consente di effettuare pagamenti contactless, utilizzando un iPhone 6 (e superiori) o un Apple Watch (di qualsiasi generazione) in negozi fisici tramite il sensore NFC integrato, e pagamenti online sui siti web e le app supportate, anche tramite Mac ed iPad Air 2 (e superiori).
In Italia il servizio funziona con le carte di credito, carte di debito e carte prepagate dei circuiti più utilizzati, come American Express, PagoBANCOMAT, Maestro, MasterCard, V Pay, Visa e delle banche ed emittenti supportate.

## Storia
Il servizio è stato presentato il 9 settembre 2014 ed è stato reso disponibile, a partire dal 20 ottobre 2014, negli Stati Uniti d'America con l'aggiornamento gratuito ad iOS 8.1.
Il 16 settembre 2015, con la pubblicazione di iOS 9, è stato introdotto il supporto per le carte su circuito Discover. 
A maggio 2016, Wirecard rilascia sull'App Store britannico un'applicazione chiamata Boon, permette di utilizzare Apple Pay anche nel resto del mondo, mediante l'utilizzo di una carta prepagata MasterCard con tecnologia 3-D Secure.
A partire da macOS Sierra, è possibile effettuare pagamenti online tramite Apple Pay anche con il Mac tramite Safari; al momento della transazione verrà inviata una notifica sull'iPhone, con la richiesta del Touch ID (o Face ID, per iPhone X e successivi) per confermare l'acquisto.
Con l'uscita dei nuovi MacBook Pro del 2016 con touch bar, è possibile effettuare pagamenti con Apple Pay senza l'ausilio dell'iPhone, grazie al sensore di impronte digitali presente direttamente sul terminale.

## Disponibilità

### Banche e circuiti di pagamento
In Italia, le banche, le emittenti e i circuiti di carte abilitati al servizio sono:
- ALLIANZ BANK
- American Express
- Banca Cambiano 1884
- Banca del Piemonte
- Banca di Asti
- Banca Mediolanum
- Banca Passadore
- Banca Popolare di Cividale
- Banca Popolare di Puglia e Basilicata
- Banca Popolare di Sondrio
- Banca Sella
- Bank of America
- Banco Azzoaglio
- Banco BPM
- Banco di Sardegna
- Bancoposta
- Biver Banca
- BNL
- BPER Banca
- BuddyBank
- Bunq
- Carrefour Banca
- CartaBCC
- Cassa Centrale Banca
- Cassa di Risparmio di Cento
- Cassa di Risparmio di Fermo (carte di credito)
- Cassa di Risparmio di Fossano
- Cassa di Risparmio di Saluzzo
- CheBanca!
- China UnionPay
- Cornèr Banca
- Creval
- Deutsche Bank
- Edenred (carte ExpendiaSmart)
- Fideuram
- Findomestic
- FinecoBank
- Flowe
- Gruppo Banco Desio
- Groupe Crédit Agricole (carte di debito EasyPlus e carte di credito Nexi)
- Hype
- IBL Banca
- Illimity Bank
- ING Bank
- Intesa Sanpaolo
- Isybank
- Japan Credit Bureau
- Maestro
- MasterCard
- Monese
- Monte dei Paschi di Siena
- N26
- Nexi (comprese le carte emesse da CartaSi e ICBPI)
- PagoBANCOMAT
- Postepay
- Raiffeisen Landesbank Südtirol (carte di credito Visa e MasterCard)
- Revolut
- Sparkasse (carte di credito Visa e MasterCard)
- SumUp
- TIMpersonal
- UBI Banca
- UniCredit
- V Pay
- Visa
- Volksbank
- Widiba

### Paesi
Disponibile
     Sospesi (Russia)

Disponibile
Sospesi (Russia)

Apple Pay è disponibile nei seguenti paesi e territori :
| Data              | Paese               |
| ----------------- | ------------------- |
| 20 ottobre 2014   | Stati Uniti         |
| 14 luglio 2015    | Regno Unito         |
| 17 novembre 2015  | Canada              |
| 19 novembre 2015  | Australia           |
| 18 febbraio 2016  | Cina                |
| 19 aprile 2016    | Singapore           |
| 7 luglio 2016     | Svizzera            |
| 19 luglio 2016    | Francia             |
| 19 luglio 2016    | Monaco              |
| 20 luglio 2016    | Hong Kong           |
| 4 ottobre 2016    | Russia              |
| 13 ottobre 2016   | Nuova Zelanda       |
| 25 ottobre 2016   | Giappone            |
| 1 dicembre 2016   | Spagna              |
| 7 marzo 2017      | Guernsey            |
| 7 marzo 2017      | Irlanda             |
| 7 marzo 2017      | Isola di Man        |
| 7 marzo 2017      | Jersey              |
| 29 marzo 2017     | Taiwan              |
| 17 maggio 2017    | Città del Vaticano  |
| 17 maggio 2017    | Italia              |
| 17 maggio 2017    | San Marino          |
| 24 ottobre 2017   | Danimarca           |
| 24 ottobre 2017   | Emirati Arabi Uniti |
| 24 ottobre 2017   | Finlandia           |
| 24 ottobre 2017   | Groenlandia         |
| 24 ottobre 2017   | Svezia              |
| 4 aprile 2018     | Brasile             |
| 17 maggio 2018    | Ucraina             |
| 19 giugno 2018    | Polonia             |
| 20 giugno 2018    | Norvegia            |
| 28 novembre 2018  | Belgio              |
| 28 novembre 2018  | Kazakistan          |
| 11 dicembre 2018  | Germania            |
| 19 febbraio 2019  | Arabia Saudita      |
| 19 febbraio 2019  | Rep. Ceca           |
| 24 aprile 2019    | Austria             |
| 8 maggio 2019     | Islanda             |
| 21 maggio 2019    | Lussemburgo         |
| 21 maggio 2019    | Ungheria            |
| 11 giugno 2019    | Paesi Bassi         |
| 26 giugno 2019    | Bulgaria            |
| 26 giugno 2019    | Cipro               |
| 26 giugno 2019    | Croazia             |
| 26 giugno 2019    | Estonia             |
| 26 giugno 2019    | Grecia              |
| 26 giugno 2019    | Lettonia            |
| 26 giugno 2019    | Liechtenstein       |
| 26 giugno 2019    | Lituania            |
| 26 giugno 2019    | Malta               |
| 26 giugno 2019    | Portogallo          |
| 26 giugno 2019    | Romania             |
| 26 giugno 2019    | Slovacchia          |
| 26 giugno 2019    | Slovenia            |
| 2 luglio 2019     | Fær Øer             |
| 6 agosto 2019     | Macao               |
| 3 settembre 2019  | Georgia             |
| 19 novembre 2019  | Bielorussia         |
| 28 gennaio 2020   | Montenegro          |
| 30 giugno 2020    | Serbia              |
| 23 febbraio 2021  | Messico             |
| 30 marzo 2021     | Sudafrica           |
| 5 maggio 2021     | Israele             |
| 17 agosto 2021    | Qatar               |
| 5 ottobre 2021    | Bahrein             |
| 5 ottobre 2021    | Palestina           |
| 2 novembre 2021   | Azerbaigian         |
| 2 novembre 2021   | Colombia            |
| 2 novembre 2021   | Costa Rica          |
| 18 gennaio 2022   | Armenia             |
| 15 marzo 2022     | Argentina           |
| 15 marzo 2022     | Perù                |
| 5 aprile 2022     | Moldavia            |
| 9 agosto 2022     | Malaysia            |
| 6 dicembre 2022   | Giordania           |
| 6 dicembre 2022   | Kuwait              |
| 21 marzo 2023     | Corea del Sud       |
| 2 maggio 2023     | El Salvador         |
| 2 maggio 2023     | Guatemala           |
| 16 maggio 2023    | Honduras            |
| 16 maggio 2023    | Panama              |
| 18 luglio 2023    | Marocco             |
| 8 agosto 2023     | Cile                |
| 8 agosto 2023     | Vietnam             |
| 16 aprile 2024    | Ecuador             |
| 6 agosto 2024     | Rep. Dominicana     |
| 24 settembre 2024 | Oman                |
| 5 novembre 2024   | Paraguay            |
| 3 dicembre 2024   | Uruguay             |
| 10 dicembre 2024  | Egitto              |
| 10 dicembre 2024  | Mongolia            |
| 18 marzo 2025     | Porto Rico          |
| 3 giugno 2025     | Bahamas             |

## Funzionamento
Apple Pay permette di effettuare pagamenti presso terminali POS contactless, nelle applicazioni per iOS e iPadOS e su Safari, e digitalizza e sostituisce il chip della carta di credito e il suo codice PIN nei POS. Il suo funzionamento è simile a quello dei pagamenti contactless, già utilizzati in molti Paesi, ma con l'aggiunta di un'autenticazione a due fattori attraverso codice PIN, Touch ID o Face ID. Le carte vengono salvate nel Wallet di iOS.
Sebbene gli utilizzatori del servizio ricevano una notifica immediata dell’esito della transazione, il sistema Apple Pay non è uno strumento di pagamento istantaneo, in quanto il trasferimento dei fondi tra le controparti non è immediato, ma segue i tempi del mezzo di pagamento scelto dal cliente.
Gli utenti che possiedono iPhone 5, iPhone 5c o iPhone 5s possono usufruire del servizio attraverso l'Apple Watch, anche senza l'autenticazione attraverso Touch ID (solo su iPhone 5s). In questo caso, Apple Pay viene attivato con un codice di accesso, che rimarrà attivo sino a quando l'utente rimuoverà l'Apple Watch.

## Apple Pay Cash
Apple Pay Cash è un'estensione dell’app Messaggi, con cui è possibile scambiare (invio e ricezione) denaro con i propri contatti. Attualmente il servizio è disponibile solo negli Stati Uniti d'America.

## Compatibilità
Il servizio è compatibile con:
 iPhone 
 Con Touch ID 
6, 6 Plus, 6s, 6s Plus, SE (1ª gen), 7, 7 Plus, 8, 8 Plus, SE (2ª gen), SE (3ª gen)
 Con Face ID 
X, Xs, Xs Max, Xr, 11, 11 Pro, 11 Pro Max, 12, 12 mini, 12 Pro, 12 Pro Max, 13, 13 mini, 13 Pro, 13 Pro Max, 14, 14 Plus, 14 Pro, 14 Pro Max
 Apple Watch 
1ª gen, 1, 2, 3, 4, 5, 6, SE, 7, 8
 iPad 
 Con Touch ID 
Air 2, mini 3, mini 4, Pro (1ª gen), 5ª gen, Pro (2ª gen), 6ª gen, mini 5, Air 3, 7ª gen, 8ª gen, Air 4, 9ª gen, mini 6, Air 5
 Con Face ID 
Pro (3ª gen), Pro (4ª gen), Pro (5ª gen)
 Mac 
Tutti i dispositivi compatibili con macOS Sierra o successivi.
 Con Touch ID 
Book Pro (4ª gen, con touch bar), Book Air (3ª gen), Book Pro (5ª gen)